# Torre Ciega
La Torre Ciega és un monument sepulcral romà del segle i aC als afores del nucli històric de Cartagena (Espanya). El monument era part d'una gran necròpoli que estava al costat de la via principal d'entrada a la ciutat. És una de les tres torres funeràries romanes millor conservades de la península Ibèrica, amb la Torre dels Escipions a Tarragona i la Torre de Sant Josep a La Vila Joiosa.

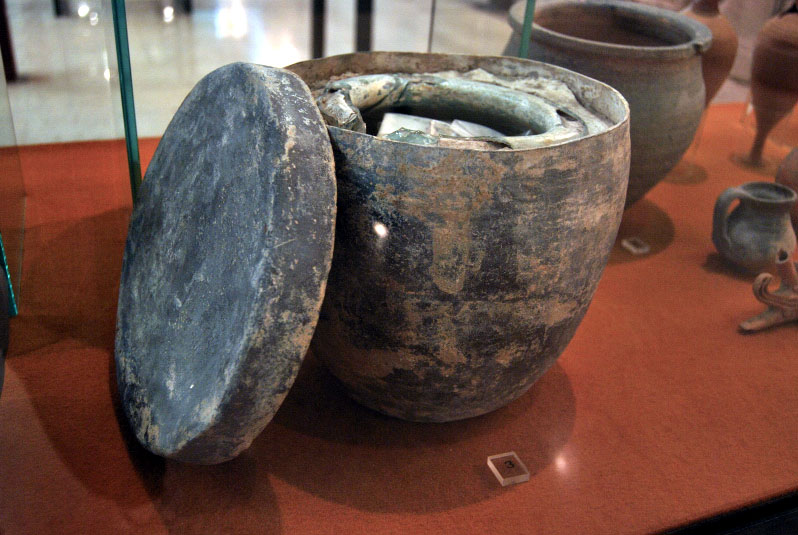
Urna cinerària procedent de les excavacions de la necròpolis de Torreciega

Fins a mitjan segle xx era l'únic monument que quedava en peus de l'antiga ciutat romana de Carthago Nova. Es tenen referències escrites d'aquest monument des del segle xvi, ja que apareix descrit en el Discurs de la Ciutat de Cartagena de Francisco Cascales que va arribar fins i tot a esmentar l'existència de restes pitjor conservades de, almenys, altres deu torres sepulcrals similars. Durant els segles segle xvii i segle xviii va ser objecte de la curiositat de diferents escriptors il·lustrats que van visitar la ciutat.
Gràcies als gravats antics se sap per la inscripció que es conservava en una de les seves cares, avui molt deteriorada i il·legible, que el monument estava dedicat a Tit Didi, que va ser procònsol de la Hispània Citerior l'any 94 aC.
El recobriment exterior del monument està realitzat en opus reticulatum: revestiment reticulat fet partir de petites roques ígnies d'andesita de forma piramidal, procedent del proper Cabezo Beaza, que es clavaven en el morter, opus caementicium, encara fresc, aplicat com a arrebossat. Així mateix els angles del cos inferior es troben reforçats per petits blocs de pedra calcària amb una motllura idèntica a la qual culmina el basament.
Fins al segle xviii el monument quedava molt ben conservat, no obstant això, les llegendes de tresors albergats en el seu interior van portar als veïns a perforar el monument, per la qual cosa va arribar en estat molt ruïnós a mitjan segle xx, quan va ser restaurat per Pere Sant Martin.
En les excavacions realitzades a l'entorn del monument s'ha trobat les restes d'una gran necròpoli romana corresponent al període de major esplendor de la ciutat i en la qual han aparegut nombroses artefactes, com ara urnes cineràries i làpides, que es conserven en el Museu Arqueològic Municipal de Cartagena.